# Liste der denkmalgeschützten Objekte in Dlouhá Ves u Sušice
Grundlage dieser Liste der denkmalgeschützten Objekte in Dlouhá Ves u Sušice ist die ÚSKP-Liste (Ústřední seznam kulturních památek České republiky, deutsch Zentrale Liste der Kulturdenkmäler der Tschechischen Republik), die von der tschechischen Denkmalschutzbehörde NPÚ (Národní památkový ústav, deutsch Nationale Denkmalbehörde) seit 1987 geführt wird und an die seit dem Jahr 1850 geschaffenen Listen anschließt.

## Denkmalgeschützte Objekte nach Ortsteilen

### Dlouhá Ves
| Lage                                                                                            | Objekt                                         | Beschreibung | ÚSKP-Nr.                  | Bild                                |
| ----------------------------------------------------------------------------------------------- | ---------------------------------------------- | --- | ------------------------- | ----------------------------------- |
| Dlouhá Ves, Ortsmitte, Nr. 56/1 (Standort)                                                      | Kirche der Heiligen Philippus und Jakobus      | Ursprünglich eine gotische Kirche aus dem 13. bis 14. Jahrhundert, die in der ersten Hälfte des 18. Jahrhunderts im Barockstil umgebaut wurde. Die Überreste der ursprünglichen gotischen Wandmalereien sind an den Wänden des Presbyteriums erhalten geblieben.            | 37925/4-2848 Info Katalog | weitere Bilder                      |
| Dlouhá Ves, beim Pansky Weiher, Nr. 768/1 (Standort)                                            | Statue des Hl. Johannes von Nepomuk            | Skulptur aus der Mitte des 18. Jahrhunderts. | 44191/4-4545 Info Katalog | Statue des Hl. Johannes von Nepomuk |
| Dlouhá Ves, Dlouhá Ves 215 (Standort)                                                           | Doppelhaus Nr. 215                             | Doppelhaus im Erdgeschoss mit Halbwalmdach, giebelständig. Teil einer Waldarbeiterkolonie aus mehreren Doppelhäusern, die zu Beginn des 19. Jahrhunderts in Nová Dlouhá Ves gebaut wurde.                                                                                   | 18384/4-2843 Info Katalog | Doppelhaus Nr. 215                  |
| Dlouhá Ves, Dlouhá Ves 217 (Standort)                                                           | Doppelhaus Nr. 217                             | Doppelhaus im Erdgeschoss mit Halbwalmdach, giebelständig. Teil einer Waldarbeiterkolonie aus mehreren Doppelhäusern, die zu Beginn des 19. Jahrhunderts in Nová Dlouhá Ves gebaut wurde.                                                                                   | 23374/4-2844 Info Katalog | Doppelhaus Nr. 217                  |
| Dlouhá Ves, Dlouhá Ves 219 und 241 (Standort)                                                   | Doppelhaus Nr. 219 und 241                     | Doppelhaus im Erdgeschoss mit Halbwalmdach, giebelständig. Teil einer Waldarbeiterkolonie aus mehreren Doppelhäusern, die zu Beginn des 19. Jahrhunderts in Nová Dlouhá Ves gebaut wurde.                                                                                   | 34180/4-2845 Info Katalog | Doppelhaus Nr. 219 und 241          |
| Dlouhá Ves, Dlouhá Ves 232 (Standort)                                                           | Doppelhaus Nr. 232                             | Doppelhaus im Erdgeschoss mit Halbwalmdach, giebelständig. Teil einer Waldarbeiterkolonie aus mehreren Doppelhäusern, die zu Beginn des 19. Jahrhunderts in Nová Dlouhá Ves gebaut wurde.                                                                                   | 19529/4-2840 Info Katalog | Doppelhaus Nr. 232                  |
| Dlouhá Ves, Dlouhá Ves 237, südwestlicher Teil der Ortschaft an der Landstraße nach Rejštejn () | Doppelhaus Nr. 237                             | Doppelhaus. Teil einer Waldarbeiterkolonie mit zweiachsiger Front. Halbwalmdach. | 15393/4-2842 Info Katalog |                                     |
| Dlouhá Ves, Dlouhá Ves 242 (Standort)                                                           | Doppelhaus Nr. 242                             | Doppelhaus im Erdgeschoss mit Halbwalmdach, giebelständig. Teil einer Waldarbeiterkolonie aus mehreren Doppelhäusern, die zu Beginn des 19. Jahrhunderts in Nová Dlouhá Ves gebaut wurde.                                                                                   | 26251/4-2847 Info Katalog | Doppelhaus Nr. 242                  |
| Dlouhá Ves, Dlouhá Ves 243 (Standort)                                                           | Doppelhaus Nr. 243                             | Erdgeschoss-Doppelhaus mit Walmdach, giebelständig, mit kleinem Wirtschaftsgebäude. Teil einer Waldarbeiterkolonie aus mehreren Doppelhäusern, die zu Beginn des 19. Jahrhunderts in Nová Dlouhá Ves gebaut wurde.                                                          | 20513/4-2846 Info Katalog | Doppelhaus Nr. 243                  |
| Dlouhá Ves, Friedhof, Nr. 509 (Standort)                                                        | Denkmal für das Grab der sowjetischen Soldaten | Ein Denkmal für die Opfer des Kampfes gegen den Faschismus an der Grabstätte von drei sowjetischen Bürgern. | 30348/4-4107 Info Katalog | BW                                  |
| Dlouhá Ves, südöstlich der Ortschaft, Nr. 158 (Standort)                                        | Jüdischer Friedhof                             | Jüdischer Friedhof mit 94 barocken und klassizistischen Grabsteinen, umgeben von den Resten einer Mauer. Erstes Viertel des 18. Jahrhunderts, der älteste lesbare Grabstein aus dem Jahr 1742. Einer der wenigen erhaltenen jüdischen Friedhöfe in der Umgebung von Sušice. | 17026/4-2852 Info Katalog | weitere Bilder                      |
| Dlouhá Ves, im Wald auf dem rechten Ufer der Otava im Abschnitt Divišov – Dlouhá Ves (Standort) | Goldwasch-Gebiet                               | Sehr großes Versickerungsgebiet, Spuren des Goldwaschen in der Otava in mehreren Perioden der Geschichte. | 31417/4-4157 Info Katalog | BW                                  |

### Annín
| Lage                                                                            | Objekt                                                           | Beschreibung | ÚSKP-Nr.                  | Bild           |
| ------------------------------------------------------------------------------- | ---------------------------------------------------------------- | --- | ------------------------- | -------------- |
| Annín, auf dem Hügel oberhalb Annínem, ursprünglich Mouřenec, Nr. 38 (Standort) | St.-Moritz-Kirche                                                | Ursprünglich eine romanische Kirche mit erhaltenen romanischen Elementen aus der Mitte des 13. Jahrhunderts mit gotischen und barocken Rekonstruktionen. Auf dem Friedhof barockes Beinhaus. | 45406/4-2854 Info Katalog | weitere Bilder |
| Annín, Annín 22 (Standort)                                                      | Annín Glashütte mit Villa Nr. 22 und dem Grab der Familie Schmid | Das letzte existierende Gebäude der ehemaligen Glashütte im Böhmerwald, wo die Glasindustrie eine lange Tradition hatte und in der Zeit ihres größten Ruhmes bis ins Ausland vordrang.       | 105012 Info Katalog       | BW             |

### Bohdašice
| Lage                                                                             | Objekt           | Beschreibung | ÚSKP-Nr.                  | Bild    |
| -------------------------------------------------------------------------------- | ---------------- | --- | ------------------------- | ------- |
| Bohdašice, an der Straße Bohdašice – Platoř, Nr. 138 (Standort)                  | Marterl          | Bildstock in atypischer zylindrischer Form aus der zweiten Hälfte des 18. Jahrhunderts, malerisch an einer kleinen Straße gelegen. | 34735/4-2856 Info Katalog | Marterl |
| Bohdašice, oberhalb der Landstraße Sušice – Kašperské Hory, Nr. 453/2 (Standort) | Grenzbefestigung | Teil einer großen Grenzbefestigung, die Ende der 1930er Jahre gegen ein feindliches faschistisches Deutschland errichtet wurde.    | 44189/4-4324 Info Katalog | BW      |

### Janovice
| Lage                             | Objekt             | Beschreibung | ÚSKP-Nr.                  | Bild |
| -------------------------------- | ------------------ | --- | ------------------------- | ---- |
| Janovice, Janovičky 3 (Standort) | Wassermühle Nyklův | Teilweise gezimmertes, teilweise gemauertes Mühlengebäude mit einer Veranda unter einem überhängenden Dach und Wirtschaftsgebäuden. Ein Beispiel der Volksarchitektur vom Typ Böhmerwald einer älteren Stiftung, die Mitte des 19. Jahrhunderts grundlegend umgebaut und verändert wurde. | 25678/4-2855 Info Katalog | BW   |

### Platoř
| Lage                                 | Objekt  | Beschreibung | ÚSKP-Nr.            | Bild    |
| ------------------------------------ | ------- | --- | ------------------- | ------- |
| Platoř, Dorfplatz, Nr. 23 (Standort) | Kapelle | Achteckiges Gebäude mit einem pyramidenförmigen Dach und einem Glockenturm an der Spitze, erbaut Mitte des 19. Jahrhunderts im pseudogotischen Stil in volksbarocker Tradition. Beispiel einer kleinen Sakralarchitektur im Böhmerwald. | 101898 Info Katalog | Kapelle |